# Tropacme cupreimargo
Tropacme cupreimargo är en fjärilsart som beskrevs av George Francis Hampson 1894. Tropacme cupreimargo ingår i släktet Tropacme och familjen björnspinnare. Inga underarter finns listade i Catalogue of Life.